# Gustav Chlestil
Gustav Chlestil (* 26. April 1938 in Wien) ist Auslandsösterreicher, heute in Deutschland lebend. Er war zuletzt Generaldirektor der belgischen Aral AG, dann Vorsitzender des Aufsichtsrates, bis er 1997 in den Ruhestand ging. Von 1997 bis 2002 war er Präsident des Weltbundes der Österreicher im Ausland, von 2004 bis 2018 war er Präsident des Auslandsösterreicher-Weltbundes. 2018 wurde er auf Lebenszeit zum Ehrenpräsidenten des Auslandsösterreicher-Weltbundes gewählt und nimmt damit weiterhin einen Vorstandsplatz ein.

## Leben
Gustav Chlestil absolvierte eine Höhere Technische Lehranstalt in Salzburg (Ing.) und studierte an der Wirtschaftsuniversität in Wien (Dkfm.), anschließend war er 33 Jahre in der Mineralölwirtschaft bei der Firma Aral AG tätig. Er war in Salzburg, Klagenfurt, Innsbruck, Bochum, Wien und Antwerpen tätig. Nach siebenjähriger Vorstandstätigkeit in der österreichischen Organisation übernahm er 1977 die belgische Aral AG in Kooperation mit Burmah / Castrol als Generaldirektor und später Vorsitzender des Aufsichtsrates, bis zu seinem Ruhestand ab 1997.
Gustav Chlestil engagierte sich neben seiner beruflichen Tätigkeiten für die Österreichische Vereinigung in Belgien, von 1991 bis 2002 als deren Präsident. Von 1995 bis 1997 war er Vorstandsmitglied des Weltbundes der Österreicher im Ausland, von 1997 bis 2002 dessen Präsident. Ab 2003 wurde aus dem Auslandsösterreicherwerk und Weltbund der Auslandsösterreicher-Weltbund, Chlestil war zuerst stellvertretender Präsident, ab 2004 Präsident und wurde 2006, 2010 und 2014 für jeweils weitere vier Jahre in dieser Funktion wiedergewählt. 2018 wurde er auf Lebenszeit zum Ehrenpräsidenten gewählt.

## Auszeichnungen
- Goldenes Ehrenzeichen für Verdienste um die Republik Österreich 1975
- Ehrenzeichen Ridder in de Leopoldsorde des Königreichs Belgien 1988
- Bundes-Ehrenzeichen der Republik Österreich 2002
- Goldenes Verdienstzeichen des Landes Oberösterreich 2004
- Großes Ehrenzeichen des Landes Steiermark 2005
- Goldenes Ehrenzeichen für Verdienste um das Land Niederösterreich 2005
- Großes Ehrenzeichen des Landes Kärnten 2006
- Großes Ehrenzeichen für Verdienste um die Republik Österreich 2008
- Goldenes Ehrenzeichen für Verdienste um das Land Wien 2012[2]
- Großes Silbernes Ehrenzeichen für Verdienste um die Republik Österreich 2018